# دیان دونچف
دیان دونچف (بلغاری: Диян Дончев؛ زادهٔ ۸ ژانویهٔ ۱۹۷۴) بازیکن فوتبال اهل بلغارستان است.
از باشگاه‌هایی که در آن بازی کرده است می‌توان به باشگاه فوتبال لوکوموتیو صوفیه و باشگاه فوتبال آ. ا. ک آتن اشاره کرد.
وی همچنین در تیم ملی فوتبال بلغارستان بازی کرده است.